# Munkhyttan
Munkhyttan este o arie protejată (arie specială de conservare — SAC, sit de importanță comunitară — SCI) din Suedia întinsă pe o suprafață de 42,4 ha, integral pe uscat.

## Localizare
Centrul sitului Munkhyttan este situat la coordonatele 59°36′25″N 15°07′43″E / 59.607°N 15.1285°E.

## Înființare
Situl Munkhyttan a fost declarat sit de importanță comunitară în decembrie 1998 pentru a proteja 2 specii de animale. Situl a fost protejat și ca arie specială de conservare în martie 2011.

## Biodiversitate
Situată în ecoregiunea boreală, aria protejată conține 2 habitate naturale: Mlaștini turboase de tranziție și turbării mișcătoare, Cursuri de apă de la nivel de câmpie la nivel montan, cu vegetație Ranunculion fluitantis și Callitricho-Batrachion.
La baza desemnării sitului se află mai multe specii protejate de  nevertebrate (2): fluturele auriu (Euphydryas aurinia), Hypodryas maturna.